# Ernest Paulin
Ernest „Doc“ Paulin (22. června 1907 Wallace, Louisiana, USA – 20. listopadu 2007 Marrero, Louisiana, USA) byl americký jazzový trumpetista a kapelník.
S hudbou se seznámil již v dětství, jeho otec hrál na akordeon a jeho strýc na pozoun. S hudbou profesionálně začal ve dvacátých letech. Měl třináct dětí, z nichž šest byli také hudebníci.